# Livron-sur-Drôme

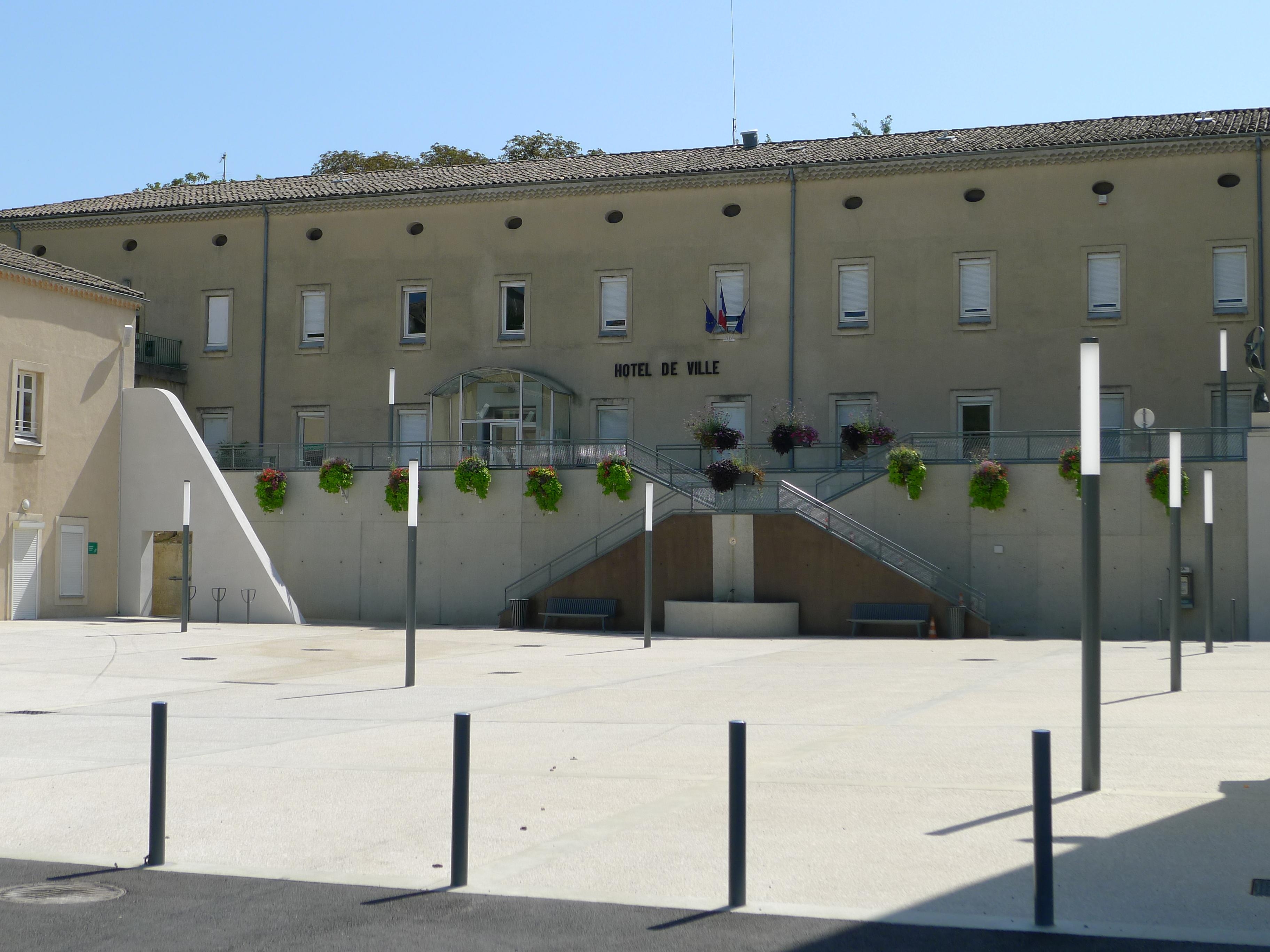
Ratusz w Livron-sur-Drôme, 2011

Livron-sur-Drôme – miejscowość i gmina we Francji, w regionie Owernia-Rodan-Alpy, w departamencie Drôme.
Według danych na rok 1990 gminę zamieszkiwały 7294 osoby, a gęstość zaludnienia wynosiła 185 osób/km² (wśród 2880 gmin regionu Rodan-Alpy Livron-sur-Drôme plasuje się na 107. miejscu pod względem liczby ludności, natomiast pod względem powierzchni na miejscu 118.).